# Matoluoto (ö i Mellersta Finland)
Matoluoto är en ö i Finland. Den ligger i sjön Muurasjärvi och i kommunen Pihtipudas i den ekonomiska regionen  Saarijärvi-Viitasaari och landskapet Mellersta Finland, i den centrala delen av landet, 400 km norr om huvudstaden Helsingfors. Öns area är 0,2 hektar och dess största längd är 90 meter i sydväst-nordöstlig riktning.